# Acakyra
Acakyra – rodzaj chrząszczy z rodziny kózkowatych. 

## Zasięg występowania
Przedstawiciele tego rodzaju występują w Południowej i Środkowej od Kostaryki na płn. po Peru na płd.

## Systematyka
Do Acakyra zaliczanych jest 6 gatunków:
- Acakyra crocostigma
- Acakyra iaguara
- Acakyra laterialba
- Acakyra nigrofasciata
- Acakyra ocellata
- Acakyra sinuata.